# François Rom
François Rom (ur. 8 kwietnia 1882 w Antwerpii, zm. 2 lutego 1942) – belgijski szermierz, brązowy medalista olimpijski.
Brał udział w igrzyskach olimpijskich w Londynie w 1908 roku, gdzie wspólnie z Paulem Anspachem, Fernandem de Montignym, Fernandem Bosmansem, Victorem Willemsem, Désirém Beaurainem i Ferdinandem Feyerickiem zdobył brązowy medal w szpadzie drużynowej. W turnieju indywidualnym dotarł do półfinałów. Były to jego jedyne starty olimpijskie. Został zgłoszony do startów w szpadzie oraz florecie na olimpiadzie w Atenach (1906) i igrzyskach olimpijskich w Sztokholmie (1912), jednak ostatecznie nie wystąpił.
Nie zdobył medalu mistrzostw świata.